# なぜ (斉藤由貴の曲)
「なぜ」は、1994年11月18日にポニーキャニオンよりリリースされた斉藤由貴16枚目のシングル。

## 概要
アルバム『Moi』からの先行シングル。筒美京平が作曲を手掛けており、シングルとしては1985年11月15日に発売された「情熱」以来9年ぶりのこととなる。カップリング曲「ふり向けばただの一日」はオリジナルアルバム未収録。

## 収録曲
1. なぜ
  - 作詞: 斉藤由貴／作曲: 筒美京平／編曲: 澤近泰輔
2. ふり向けばただの一日
  - 作詞: 鮎川めぐみ／作曲: 筒美京平／編曲: 澤近泰輔
3. なぜ（オリジナル・カラオケ）
4. ふり向けばただの一日（オリジナル・カラオケ）